# Hydroides monroi
Hydroides monroi är en ringmaskart som beskrevs av Zibrowius 1973. Hydroides monroi ingår i släktet Hydroides och familjen Serpulidae. Inga underarter finns listade i Catalogue of Life.